# 元分析
元分析（英語：meta-analysis）、後設分析、薈萃分析、整合分析、元分析、綜合分析，在統計學中，是指將多個研究結果整合在一起的統計方法。
文獻回顧的傳統方法是敘事式的，由作者自行挑選覺得重要的前人研究，當各研究結論衝突時，由作者自行判斷哪一種結論較具價值。反之，元分析採用系統化的資料收集和數值分析，讓結果更具客觀性與證據力。這些組合後的結果會有助於以更加全面性的證據觀察來支持或拒絕某一主題研究的假設，發現該主題迄今研究的不足處，發現各種可能影響效应量的中介因素。
世上首個元分析是由皮爾生在1904年進行，其目的是解決樣本數細小的研究統計考驗力減低的問題，而整合多個研究結果可更準確分析數據。
以薈萃分析方法（醫學上某些領域稱之為系統性回顧 (systematic review)）研究醫學治療研究的論文要到1955年才首次發表。牛津英文字典指出meta-analysis這個英文詞語首次使用為1976年，是來自心理學界的研究。1970年代末到1980年代末，心理學界、教育研究界的學者發展出更加複雜的統計方法。到了1990年代，元分析已成為許多人文科學、社會科學、自然科學領域先進的量化統計方法之一。
而元分析的統計理論，Nambury S. Raju, Larry V. Hedges, Ingram Olkin, John E. Hunter, Harris Cooper 和 Frank L. Schmidt 等人的貢獻很大。

## 現代醫學的應用

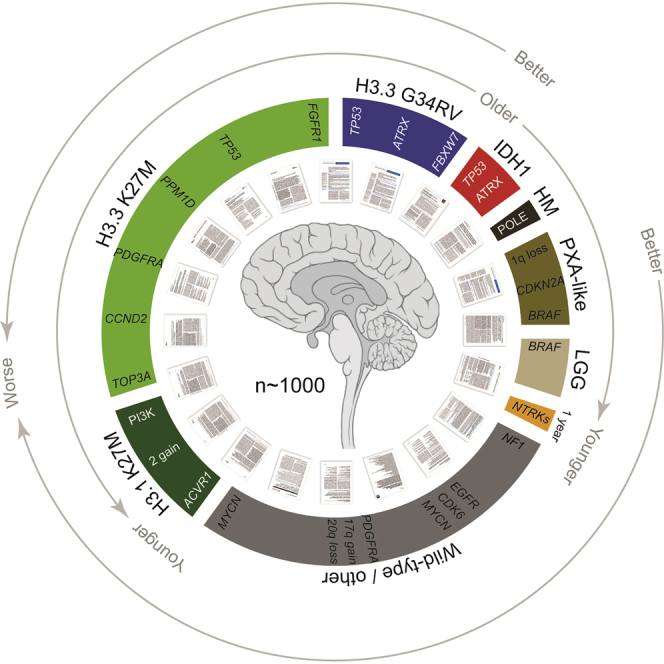
這張圖片運用元分析技術，分析超過一千個瀰漫型內因性橋腦神經膠細胞瘤與其他兒科腫瘤的案例，從一次文獻中淬鍊出哪些基因變異與疾病有所相關。

收集主題相同的研究，再將每個研究的結果運算為統一的效果量，再將不同研究的效果量以統計方法結合。由於每個研究的本質都有所不同，可引致結果出現異質性。具有異質性薈萃分析，可用隨機效果模型分析數據。
薈萃分析的結果，除了整合的效果量數值，也常用森林圖表現。

## 個別研究品質的影響
元分析的統計方法並不在乎收集到研究的品質；若以品質差的研究進行元分析，只會合計出差勁的結果，即所謂「垃圾進，垃圾出（garbage in garbage out）」。所以在進行統計分析之前會先評價收集研究的品質，排除不良的研究後再就剩下可用的研究進行結合。
元分析的另一個缺點，是收集的研究多數以搜查文獻資料庫（如PubMed、Web of Knowledge）獲得，但這些資料庫只會收錄已經發表的研究，因此，元分析很少整合未發表的研究。有證據證明未發表的研究不能被期刊接受的原因，是該研究發現研究結果無顯著性差異；而發現研究結果不顯著的研究卻能發表及收錄在元分析，這會令元分析結果出現統計上的偏誤（bias）。然而這個缺點也正是元分析的優點：在元分析的標準步驟中，包含了已發表研究之偏誤的分析（publication bias analysis）。相反地，在傳統敘事式的文獻回顧中，缺乏系統化的方法以檢視已發表研究之偏誤。

## 挑戰
多項小型研究的統合分析並不總是能準確預測單一大型研究的結果。有觀點指出此方法的缺陷在於無法控制偏差來源：完善的統合分析無法修正原始研究中的設計缺陷或偏差。這意味著只有方法學品質高的研究才應納入統合分析，這種做法被稱為"最佳證據綜合"。另一些統合分析者則會納入品質較低的研究，並透過加入反映研究方法品質的協變量來檢視研究品質對效應值的影響。然而，也有學者主張更佳的做法是保留研究樣本的變異度信息，盡可能廣泛納入研究，認為方法學選擇標準會引入主觀性，違背該方法的初衷。近年來在科學開放實踐運動影響下，出現了開發"眾包"持續更新的元分析工具，由科研群體持續更新，旨在使所有主觀選擇更加透明。

## 現代科學中的應用
現代統計元分析不僅透過加權平均整合一組研究的效應值，還能檢驗研究結果間的變異性是否超出了樣本量差異所引起的預期變異性。此外，研究特徵（如採用的測量工具、抽樣群體以及實驗設計要素）可被編碼用於降低估計值的變異數（參見前文統計模型）。因此某些研究方法學的限制可透過統計學方法校正。元分析方法也應用於臨床預測模型的開發與驗證，透過整合不同研究中心的個別受試者資料來評估模型的外部效度(external validity)，甚至聚合現有預測模型。
元分析既適用於單一受試者設計，也適用於團體研究設計。這一點尤其重要，因為大量研究採用單一受試者設計。關於單一受試者研究最適合的統合分析技術，目前仍存在廣泛爭議。
統合分析促使研究重點從單一研究轉向多重研究，強調效應值的實際意義而非個別研究的統計顯著性。這種思維轉變稱為"元分析思維"。元分析結果通常透過森林圖(forest plot)呈現。
研究結果使用不同的方法進行組合。在醫療研究中的統合分析中，經常使用的一種方法稱為「逆方差加权」。所有研究的平均效应值計算為加權平均數，權重等於每個研究的效應估計的逆變異數 (inverse variance)。樣本量較大且隨機變異較小的研究比樣本量較小的研究給予較大的權重。其他常用的方法包括Mantel-Haenszel方法和佩托方法 (Peto method)。
Seed-based d mapping（以前稱為有符號差異映射，SDM）是一種用於分析大腦活動或結構差異的研究元分析的統計技術，使用神經影像技術，如fMRI、VBM或PET。
不同的大規模高通量技術，如微陣列，已經被用來了解基因表現。 MicroRNA表達譜已經被用來識別在特定細胞類型或組織類型或疾病情況下表達差異的microRNAs或檢查治療的效果。對這些表達譜進行元分析，以得出新結論並驗證已知發現。
全基因組測序研究的元分析為收集大量樣本以發現與複雜表型相關的罕見變異提供了一個吸引人的解決方案。已經開發出一些方法，利用高效率的摘要統計儲存方法，在生物庫規模的隊列中進行功能性的罕見變異關聯元分析。
全面元分析也可用於估計效應網路。這可讓研究人員在更精確的估計結果的更完整全景中檢視模式，並得出考慮更廣泛背景的結論（例如，人格-智力關係如何因特徵家族而異）。